# Hagnau no Lago de Constança
Hagnau no Lago de Constança (em alemão:  Hagnau am Bodensee) é um município da Alemanha, no distrito do Lago de Constança, na região administrativa de Tubinga, estado de Baden-Württemberg.